# 마르샤 해리스

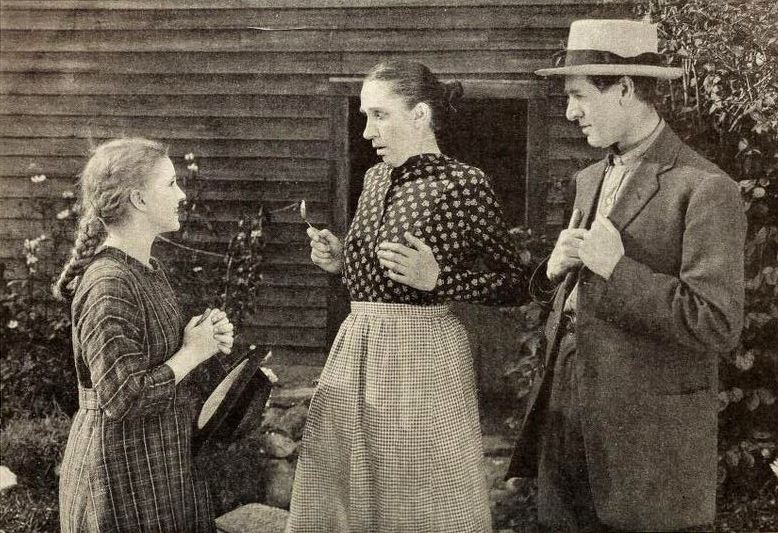

마르샤 해리스(Marcia Harris, 1880년 2월 14일 ~ 1947년 6월 18일)는 미국의 배우, 영화배우이다.
프로비던스에서 태어났으며 노샘프턴에서 사망하였다.

## 영화
- 쓰리 와이즈 걸스 (1932년)
- 풍운의 고아 (1921년)
- 푸어 리틀 리치 걸 (1917년)